# Regiunea de dezvoltare Sud-Vest Oltenia
Sud-Vest Oltenia este o regiune de dezvoltare a României, creată în anul 1998. Precum celelate regiuni de dezvoltare, nu are puteri administrative, funcțiile sale principale fiind co-ordonarea proiectelor de dezvoltare regională și absorbția fondurilor de la Uniunea Europeană. Regiunea de dezvoltare Sud-Vest este alcătuită din 5 județe : Dolj, Gorj, Mehedinți, Olt și Vâlcea. Acestea sunt aflate în proporție de 82,4% în regiunea istorică Oltenia.

## Geografie
Regiunea de dezvoltare Sud-Vest Oltenia este situată în partea de sud-vest a României (de unde i se trage și numele), între meridianele de 22°2’ și 24°2’ și paralelele de 43°3’ și 45°3’, acoperind 29.212 km2, adică 12,25% din suprafața României. Are o populație de 2.330.792 locuitori cu o densitate de 79,8 loc./km2. Potrivit recensămîntului din 2002, alți 1.857.013 locuitori ai României au locul nașterii în Regiunea de dezvoltare Sud-Vest Oltenia.
Din punct de vedere administrativ, Regiunea de dezvoltare Sud-Vest Oltenia include 5 județe (Dolj, Gorj, Mehedinți, Olt, Vâlcea), cu localitățile structurate, în anul 2005, în 40 orașe, din care 11 municipii, 408 comune și 2.066 de sate.

## Economia

### Agricultura
În zona sudică a  regiunii culturile de cereale ocupă mari suprafețe, în special în județele Olt, Dolj și sudul Mehedințiului. În zonele deluroase din Gorj și Vâlcea livezile ocupă arii importante. Cea mai cultivată specie pomicolă este prunul din care se produce țuică, o băutură specifică zonei; de asemenea se mai cultivă mărul, nucul (la Râmnicu Vâlcea se găsește o cunoscută stațiune de cercetare), piersicul, caisul și smochinul fiind specifice zonelor mai calde din sud și vest. În zonele montane din nord ( în partea de nord a județelor Vâlcea și Gorj și în vestul județului Mehedinți ) locul culturilor agricole este luat de păduri și pajiști montane.
În zonele Drăgășani, Drăgănești, Segarcea, Strehaia și Dăbuleni podgoriile ocupă suprafețe extinse; dacă în zona Drăgășani predomină soiurile nobile de viță de vie, în restul regiunilor soiurile cele mai frecvente sunt cele hibrid din care se produce cunoscutul zaibăr. În zona luncii Oltului se practică legumicultura, iar în zona orașului Dăbuleni se cultivă pepeni verzi.

### Resursele naturale
Cele mai importante resurse sunt cele energetice: petrolul și gazele naturale cu centre de exploatare la Brădești, Ghercești, Coșoveni (Dolj), Țicleni, Bustuchin (Gorj), Băbeni (Vâlcea), Iancu Jianu, Potcoava, Cungrea, Poboru, Corbu, Icoana (Olt) și lignit exploatat de Compania Națională a lignitului Oltenia în județele Gorj și vestul Vâlcii.

### Industria
Cel mai important centru industrial este Craiova, urmată de celelalte reședințe de județ. Cea mai importantă ramură industrială în Oltenia este cea energetică. Pe ramuri: 
1. industria energetică: termocentrale: Turceni, Rovinari, Ișalnița ( toate cu puteri instalate de peste 1000MW ), Craiova II, Govora-Râmnicu Vâlcea; hidrocentrale: Porțile de fier I, Porțile de fier II, Lotru-Ciunget, sistemul hidroenergetic de pe Olt.
2. industria metalurgică: ALRO Slatina, TMK-ARTROM Slatina
3. industria constructoare de mașini: automobile- Ford Craiova, componente de automobile- Craiova, fabrica de roți auto Drăgășani, avioane- fabrica de la Craiova, mijloace de transport feroviar- Electroputere Craiova, ROMVAG Caracal, fabrica de osii și boghiuri de la Balș, șantiere navale- Drobeta Turnu Severin, Orșova, fabrici de utilaj agricol- Craiova, Balș, fabrici de armament- Sadu-Bumbești Jiu (Gorj), Filiași, Drăgășani.
4. industria chimică: OLTCHIM Râmnicu Vâlcea, Uzinele Sodice Govora, DOLJCHIM Craiova, Pirelli Slatina, fabrica de apa grea de la Halânga (Mehedinți).
5. industria materialelor de construcții: Bârsești ( Gorj ), Ișalnița-Craiova.
6. industia lemnului: Râmnicu Vâlcea, Târgu Jiu, Drobeta Turnu Severin ( aici se produce și celuloză și hârtie ), Brezoi, Băbeni.
7. industria textilă: Slatina, Scornicești, Motru, Caracal, Tismana.
8. industria alimenentară: morărit și panificație la Râmnicu Vâlcea (Velpitar, Boromir), Slatina, Craiova, Caracal etc., fabrici de ulei: Podari-Craiova, de zahăr: Podari-Craiova, Corabia, de conserve din legume și fructe: Caracal, Râmnicu Vâlcea, de preparate din carne: Caracal ( fabrica de pate Hame ), Râmnicu Vâlcea, Potcoava-Olt etc., de bere: Craiova, Râmnicu Vâlcea, de vinuri: Segarcea, Strehaia, Drăgășani.

## Lista orașelor din regiunea de dezvoltare Sud-Vest Oltenia
| Oraș                    | Info                              | Județ     | Populație |
| ----------------------- | --------------------------------- | --------- | --------- |
| 1 Craiova               | reședință de județ și de regiune  | Dolj      | 269.506   |
| 2 Drobeta Turnu-Severin | port la Dunăre, reședință județ   | Mehedinți | 112.012   |
| 3 Râmnicu Vâlcea        | reședință județ                   | Vâlcea    | 105.704   |
| 4 Târgu Jiu             | reședință județ                   | Gorj      | 96.562    |
| 5 Slatina               | reședință județ                   | Olt       | 79.171    |
| 6 Caracal               | reședință fostului județ Romanați | Olt       | 34.603    |
| 7 Motru                 | minerit                           | Gorj      | 25.860    |
| 8 Balș                  |                                   | Olt       | 23.147    |
| 9 Drăgășani             | podgorii                          | Vâlcea    | 22.499    |
| 10 Băilești             |                                   | Dolj      | 22.231    |
| 11 Corabia              | port la Dunăre                    | Olt       | 21.932    |
| 12 Calafat              | port la Dunăre                    | Dolj      | 21.227    |
| 13 Filiași              |                                   | Dolj      | 20.159    |
| 14 Scornicești          |                                   | Olt       | 13.751    |
| 15 Drăgănești-Olt       |                                   | Olt       | 13.181    |
| 16 Dăbuleni             | podgorii                          | Dolj      | 13.052    |
| 17 Orșova               | port la Dunăre                    | Mehedinți | 12.967    |
| 18 Rovinari             | minerit                           | Gorj      | 12.603    |
| 19 Strehaia             |                                   | Mehedinți | 12.564    |
| 20 Bumbești-Jiu         |                                   | Gorj      | 11.882    |
| 21 Băbeni               |                                   | Vâlcea    | 9 475     |
| 22 Târgu Cărbunești     | minerit                           | Gorj      | 9.338     |
| 23 Călimănești          | turism                            | Vâlcea    | 8.923     |
| 24 Segarcea             | podgorii                          | Dolj      | 8.704     |
| 25 Turceni              | minerit                           | Gorj      | 8.550     |
| 26 Brezoi               |                                   | Vâlcea    | 7.589     |
| 27 Tismana              | turism                            | Gorj      | 7.578     |
| 28 Horezu               | ceramică                          | Vâlcea    | 7.446     |
| 29 Vânju Mare           |                                   | Mehedinți | 7.074     |
| 30 Potcoava             |                                   | Olt       | 6 892     |
| 31 Piatra Olt           |                                   | Olt       | 6.583     |
| 32 Novaci               | turism                            | Gorj      | 6.151     |
| 33 Bălcești             |                                   | Vâlcea    | 5.780     |
| 34 Baia de Aramă        |                                   | Mehedinți | 5.724     |
| 35 Berbești             | minerit                           | Vâlcea    | 5.704     |
| 36 Țicleni              |                                   | Gorj      | 5.205     |
| 37 Băile Olănești       | turism                            | Vâlcea    | 4.814     |
| 38 Bechet               | port la Dunăre                    | Dolj      | 4.506     |
| 39 Ocnele Mari          | turism                            | Vâlcea    | 3.591     |
| 40 Băile Govora         | turism                            | Vâlcea    | 3.147     |